# Licitation
Licitation (af latin: licitatio ; auktionsbud) betegner en form for indhentning af tilbud, hvor kunden indbyder en række leverandører til på et nærmere specificeret grundlag, f.eks. en kravspecifikation, at afgive et tilbud på en leverance, serviceydelse eller lignende. Tilbuddene skal afleveres inden en bestemt frist, og er bindende. Metoden anvendes hyppigt inden for bl.a. bygge- og anlægssektoreren.
Der findes to typer licitationer: Offentlig licitation, hvor der indhentes tilbud via en ubestemt kreds, f.eks. ved en annonce i en avis og indbudt eller bunden licitation, hvor opdragsgiveren udvælger, hvem der skal have lejlighed til at fremsætte tilbud. Forud for den indbudte licitation er ofte en prækvalifikation. Der findes efterhånden også elektroniske licitationsplatforme, som f.eks. TimoCom, som har specialiseret sig i udlicitering af transportopgaver i Europa .
Det offentliges indkøb af varer, tjenesteydelser, bygge- og anlægsarbejder samt private og offentlige anskaffelser indenfor vand- og energiforsyning samt transport og telekommunikation skal sættes i såkaldt EU-udbud, såfremt investeringerne overstiger et vist beløb. For byggerier gælder det investeringer, der overstiger ca. 39,5 mio. kr. (2009). Det skyldes, at der i det indre marked skal være fri bevægelighed for varer, personer, tjenesteydelser og kapital. Virksomheder i alle EU-lande kan således byde på opgaven. Et eksempel på en virksomhed, der er kommet ind på det danske marked på denne måde, er transportvirksomheden Arriva.
Vinderen af licitationen skal enten være det bud med den laveste pris eller det mest fordelagtige bud; ved sidste kriterium kan der tages højde for andre parametre end økonomi såsom erfaring med lignende opgaver, leveringstid, afledte omkostninger, rentabilitet og miljø.

## Eksterne kilder og henvisninger
1. ↑  "TC eBid". Arkiveret fra originalen 13. februar 2015. Hentet 26. november 2010.